# Croatania catawba
Croatania catawba är en mångfotingart som beskrevs av Shelley 1977. Croatania catawba ingår i släktet Croatania och familjen Xystodesmidae. Inga underarter finns listade i Catalogue of Life.